# Літературно-меморіальний музей Тараса Шевченка (Шевченкове)
Літературно-меморіальний музей Тараса Шевченка — музей в селі Шевченкове Звенигородського району Черкаської області, розташований на території батьківської садиби Тараса Григоровича Шевченка, де він проживав з 1815 по 1829 рік.
Будівля музею споруджена у 1938 році за проєктом І. Н. Луговського
Тут відтворено хату батьків Тараса, збереглась могила матері поета. В центрі села, на колишньому цвинтарі, — могила Григорія Шевченка — батька Тараса. Неподалік музею — хата дяка Богорського, де навчався грамоти малий Тарас (рік забудови — 1782-й). Над нею у 1961 році зведена захисна споруда.
У музеї Т. Г. Шевченка багато років працював онук Шевченка — Т. Т. Шевченко. Його справу продовжила донька — В. Т. Шевченко, яка 30 років очолювала музей. 
У 1992 році на базі музею створено державний історико-культурний заповідник «Батьківщина Тараса Шевченка», що об'єднав три села дитинства Кобзаря — Моринці, Будище, Керелівку.
З 1995 року посаду директора заповідника обіймає заслужений працівник культури України Л. М. Шевченко.
Указом Президента України № 74/2006 від 26 січня 2006 року Заповіднику надано статус національного.